# Uwe Koßel

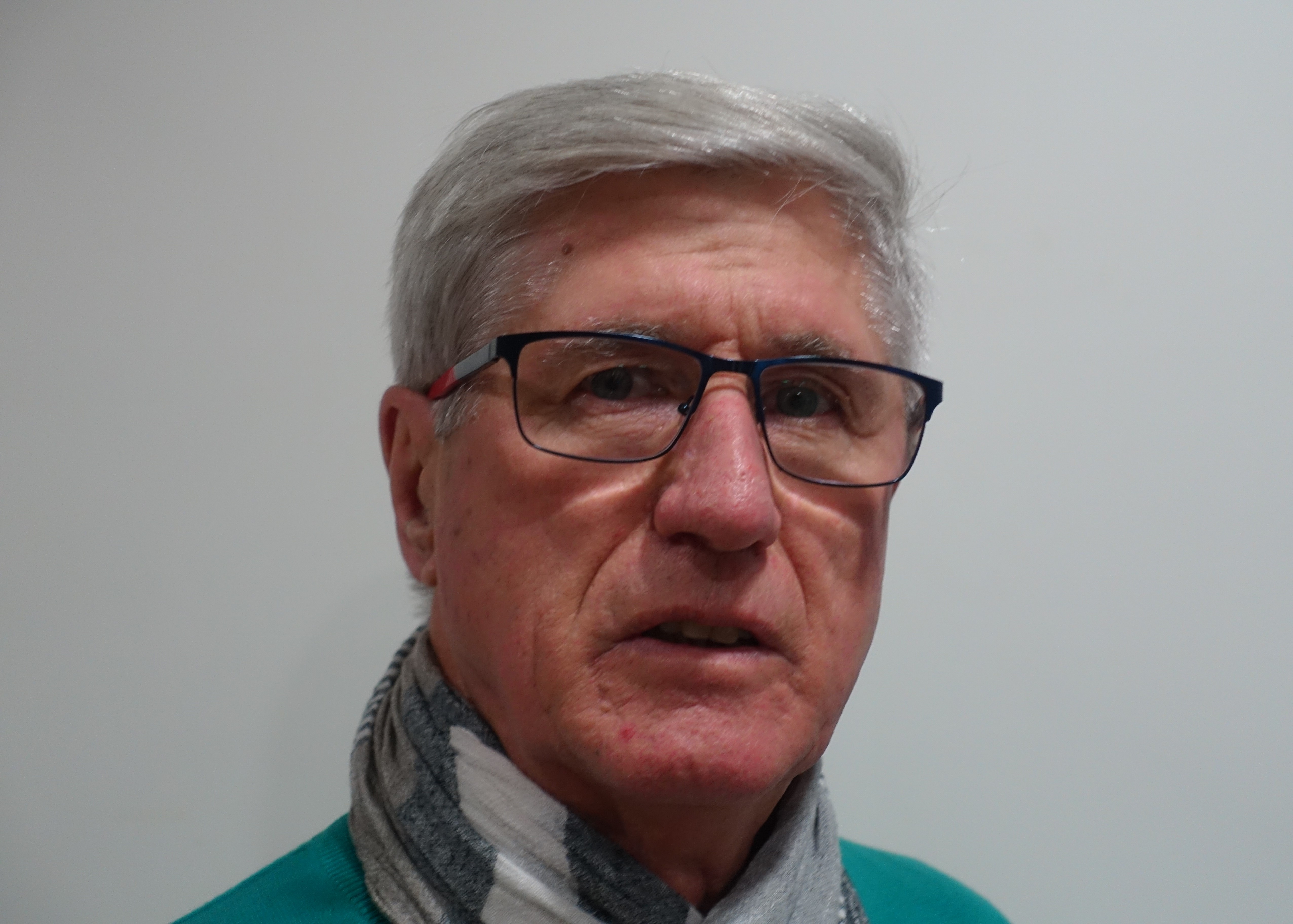
Uwe Koßel November 2019

Uwe Koßel (* 12. Dezember 1950 in Hamburg) ist ein deutscher Politiker (SPD). Von September 2012 bis 2015 gehörte er der Hamburgischen Bürgerschaft an.
Nach einer Lehre zum Elektromaschinenbauer war Koßel bis Dezember 2010 als Polizeibeamter tätig. Er gehört der Gewerkschaft der Polizei an und war von 2009 bis 2012 auch deren Vorsitzender auf Landesebene. Dieses Amt legte er nieder, nachdem er für Erck Rickmers in die Bürgerschaft nachrückte. Dort war er Mitglied im Ausschuss für Justiz, Datenschutz und Gleichstellung, im Eingabenausschuss und Innenausschuss sowie im Parlamentarischen Untersuchungsausschuss „Yagmur“ und Sonderausschuss zum Tod des Mädchens Chantal. Bei der Bürgerschaftswahl 2015 kandidierte Koßel auf Platz 38 der SPD-Landesliste, errang jedoch kein Mandat. Er ist Mitglied im Stiftungsbeirat der Sparda-Bank Hamburg.
Koßel ist verheiratet und Vater einer Tochter. Er wohnt in Hamburg-Eidelstedt.